# Thỏ tai cụp Anh

Thỏ Anh Lop là một giống thỏ nhà có nguồn gốc từ nước Anh, giống thỏ tai Lop đầu tiên, có biệt danh là "King of the Fancy" (vua của các thú kiểng), chủ yếu dùng trong biểu diễn hơn là thỏ kiểng. 

## Đặc điểm
Được nhân giống với các loài thỏ lớn con dẫn đến sự ra đời của loài thỏ French Lop. Từ loài French Lop phối giống cho ra các loài khác, trong đó có Thỏ Hà Lan Lop - Dwarf Lop (Holland Lop). Do tính khí thoải mái và điềm tĩnh của mình, thỏ Anh Lop được biết đến là khá thụ động. Giống như phần lớn các con thỏ, chúng thích ăn các cây họ đậu phơi khô nhất với lượng cao protein, calo, và calci, mà vượt quá có thể gây sỏi thận và phân lỏng. Đây là loại cỏ khô nên được dành cho bộ dụng cụ trẻ hoặc không cho con bú.
Các loại rau như khoai tây và ngô cũng nên tránh do hàm lượng tinh bột cao. English Lops cũng đòi hỏi một số lượng không giới hạn của nước ngọt. Do kích thước tai lớn, thỏ Anh Lop là hơi dễ bị tổn thương hơn đối với một số vấn đề sức khỏe, đặc biệt là nhiễm trùng tai, và nó được khuyên rằng tai nên được kiểm tra định kỳ. Nhược điểm tai có thể được giữ ở mức tối thiểu bằng cách giữ cho móng chân cắt bớt.